# Вресово
Врѐсово е село в Югоизточна България, община Руен, област Бургас.

## География
Село Вресово се намира в югоизточна България, около 40 km северозападно от областния център Бургас, 13 km север-северозападно от Айтос, около 26 km североизточно от Карнобат и около 7 km запад-северозападно от общинския център Руен. Разположено е в североизточното подножие на Карнобатската планина, Източна Стара планина, в долината на река Голяма река (Алма дере), десен приток на река Луда Камчия. През Вресово минава третокласният републикански път III-7305, който на запад води през селата Череша, Люляково, Съединение и Камчия към връзка с второкласния републикански път II-73 (Карнобат – Шумен), а на изток от селото прави връзка с третокласния републикански път III-208 (Айтос – Дългопол – Провадия).
Надморската височина, която в североизточната част на селото при реката е около 171 – 175 m, нараства на юг до около 200 – 220 m, а в центъра при сградата на кметството е около 177 m.
Населението на село Вресово наброява 1050 души към 1934 г., 1107 (максимум) – към 1946 г. и след низходящи и възходящи колебания в числеността наброява (по текущата демографска статистика за населението) 1016 души към 2018 г.
При преброяването на населението към 1 февруари 2011 г., от обща численост 1001 лица, за 117 лица е посочена принадлежност към „българска“ етническа група, за 463 – към „турска“, за 416 – към ромска и за останалите – не се самоопределят или не е даден отговор.

## История
Селото е с много стара история. В карта на Българското царство във времето на братя Асеновци 1185 – 1257 г. селото носи името Хърсово. Полският пътешественик Oswiecim през 1636 г. също посочва селото като Хърсово. През 1891 г. Константин Иречек пише за селото „Според преданието някога било град Хърсово, подчинен на Ямбол със 17 казанджийски дюкяна“. Друга легенда за името е, че от честите нападения по време на османската власт населението било принудено да се крие и вре в най-затулените гористи местности. Оттам идва името Вре са – Вресово, а в старите документи, написани на старотурски, името му е записано като Ресова с пропусната първа сегашна буква.
Коренът на днешното име идва от врис (гр.: извор). 
След края на Руско-турската война 1877 – 1878 г., по Берлинския договор селото остава на територията на Източна Румелия. От 1885 г., след Съединението, то се намира в България.
Първото училище във Вресово е от 1869 г. През 1920 г. е основано читалище „Искра“.
В Държавния архив – Бургас се съхраняват документи на/за „Църковно настоятелство при храм „Света Параскева“ – село Вресово, Бургаско от периода 1906 – 1948 г.
За периода 1945 – 1992 г. в Държавния архив – Бургас се съхраняват документи на/за Трудово кооперативно земеделско стопанство (ТКЗС) „Победа“ – с. Вресово, Бургаско. Стопанството претърпява редица промени на организацията и наименованието през годините на съществуването си.
До 1970 г. селото е населено само от етнически българи, а след това има масова миграция към градовете. Голяма част от хората се заселват в Емировския квартал в Айтос, а в селото идват турци от долината на река Камчия. В селото живеят и цигани.

## Население

### Етнически състав
Преброяване на населението през 2011 г.
Численост и дял на етническите групи според преброяването на населението през 2011 г.:
|                     | Численост |
| Общо                | 1001      |
| Българи             | 117       |
| Турци               | 463       |
| Цигани              | 416       |
| Други               | -         |
| Не се самоопределят | 3         |
| Неотговорили        | 2         |

## Религии
В село Вресово се изповядват ислям и православие.

## Обществени институции
Село Вресово към 2020 г. е център на кметство Вресово.
В село Вресово към 2020 г. има:
- действащо основно училище „Д-р Петър Берон“;[12]
- действащо читалище „Искра – 1927 г.“;[13][14]
- постоянно действаща джамия[15]
- действаща само на големи религиозни празници църква „Света Параскева“;[16]
- пощенска станция.[17]

## Забележителности
На стената на сградата на читалището е монтирана паметна плоча, изработена от бял мрамор, посветена на загиналите през войните. Има надписи: „Загинали в Отечествената война от с. Вресово – Бургаско“; „ЗАГИНАЛИ В БАЛКАНСКАТА И ЕВРОПЕЙСКАТА ВОЙНИ“, както и списък на загиналите.

## Редовни събития
Кукерски игри в първата неделя на март.

## Галерия
- Кметството на с. Вресово
- Основно училище „Д-р Петър Берон“
- Детската площадка